# Bou Hajla (délégation)
Bou Hajla est une délégation tunisienne dépendant du gouvernorat de Kairouan.
En 2004, elle compte 70 589 habitants dont 35 242 hommes et 35 347 femmes répartis dans 13 012 ménages et 14 582 logements.